# (84719) 2002 VR128
(84719) 2002 VR128 est un objet transneptunien du groupe dynamique des plutinos, découvert en 2002 par Michael E. Brown et Chadwick Trujillo, son diamètre est estimé à 448 km ce qui en fait une planète naine potentielle.